# Az amerikai heavy metal új hulláma
Az amerikai heavy metal új hulláma (angolul New Wave of American Heavy Metal, rövidítve NWOAHM) egy heavy metal zenei mozgalom az Amerikai Egyesült Államokban, ami az 1990-es évek közepére alakult ki. A műfaj egészen a 2000-es évek közepéig terjedt. Néhány stílusbeli zenekar az 1980-as évek végén alakult, de ezek közül a legtöbb csak a következő évtizedben lett ismert. Az NWOAHM kifejezés hivatkozik az 1970-es évek brit mozgalmára, a brit heavy metal új hullámára.
A mozgalom zenekarainak stílusa széles skálán mozog, a legtöbb együttes az NWOAHM-ben melodikus death metal, progresszív metal, metalcore, groove metal, alternatív metal vagy nu metal műfajok egyikébe sorolható be.

## Történet
Az amerikai heavy metal új hullámának elindulását az 1990-es évekbeli posztgrunge mozgalmak alapozták meg, amik a heavy metalnak "visszahozták a brutális alapját és nem a bluesos formulából építkezve, hanem a NYHC-sból, thrash metalosból és punkosból." Garry Sharpe-Young szerint a mozgalom úttörő zenekarai a Pantera, a Biohazard, a Slipknot és a Machine Head. Könyvében, a Metal: A Definitive Guide-ban azt írta, hogy a NWOAHM-nak volt egy határozott felemelkedése a 2000-es évek elején, miután a nu metal túlságosan mainstream lett. Még azt írta, hogy "egy friss közönség jött létre, amely elvárta az ugyanakkora agressziót... a breakdownok lecserélődtek jól megtervezett riffekre; amelyekben valamikor egy idegesítő szkreccselés volt, aminek hiánya okozta űrt a gitárszóló visszatérése tömte be."
Joel McIver a The Next Generation of Rock & Punk című könyvében azt állította, hogy a Korn a nu metal stílusnak és egyben az amerikai heavy metal új hullámának első együttese. A 2005-ben megjelent Metal: A Headbanger’s Journey című dokumentumfilmben producerek azt állapították meg, hogy az NWOAHM "meg tudja testesíteni a hardcore agresszióját, de egyfajta precíz és technikás thrash/death metalt hallunk, amit megérintettek a tradicionális heavy metal dallamai, de gyakran csak tömören tartalmazza ezeket az elemeket."
A New Wave of American Heavy Metal című könyvben, a mozgalom legismertebb együtteseit sorba véve, Garry Sharpe-Young beletett a listába régebbi zenekarokat, amelyek szerinte a metalcore valódi alapját képezik, például az Agnostic Frontot, a teljes NYHC-t és olyan együtteseket, amelyek a grunge korszak után a metal színteret egy másik irány felé fordították pl. Pantera, Biohazard és Marchine Head. Szerinte ettől változatos; "a melodikus death metaltól a progresszív metalig és minden, ami közöttük van."

## Fordítás
Ez a szócikk részben vagy egészben  a   New Wave of American Heavy Metal című angol Wikipédia-szócikk fordításán alapul.  Az eredeti cikk szerkesztőit annak laptörténete sorolja fel. Ez a jelzés csupán a megfogalmazás eredetét és a szerzői jogokat jelzi, nem szolgál a cikkben szereplő információk forrásmegjelöléseként.